# Рухливий пояс
Рухливий пояс (рос. подвижный пояс, англ. mobile belt; нім. mobiler Gürtel m, bewegliche Zone f, Erdbebengürtel m) – видовжена, досить широка ділянка земної кори, у межах якої встановлені тривалі (протягом десятків млн років) давні і сучасні рухи значної швидкості й амплітуди. Характеризується інтенсивнішою у порівнянні з оточуючими ділянками магматичною діяльністю. На відміну від суміжних менш рухливих ділянок – платформ, Р.п. властиві геосинклінальний, рифтогенний і орогенний тектонічні режими. Розрізняють Р.п. геосинклінальні (окраїнно-материкові та міжматерикові), епігеосинклінальні, епіплатформні орогенні (внутрішньоматерикові), серединно-океанічні (серединно-океанічні хребти). На тер. України орогени Карпатської покривно-складчастої споруди і Криму гірського складчасто-брилової споруди, передгірні Передкарпатський прогин та Індоло-Кубанський прогин, частина міжгірної Паннонської западини – Закарпатський прогин, а також Чорноморська западина є частиною Середземноморського геосинклінального пояса, який простягається між Африкою, Європою та Азією у вигляді гірських пасом, внутрішніх та окраїнних морів і є наслідком альпійського геотектонічного циклу. Син. – мобільний пояс.